# دریاچه برگ
دریاچه برگ (به انگلیسی: Berg Lake) یک دریاچه در کانادا است که در بریتیش کلمبیا واقع شده‌است.